# Polystichtis fannia
Polystichtis fannia är en fjärilsart som beskrevs av Frederick DuCane Godman 1903. Polystichtis fannia ingår i släktet Polystichtis och familjen Riodinidae. Inga underarter finns listade i Catalogue of Life.